# Leonorów
Leonorów – kolonia, część wsi Przyłęk położona w Polsce, w województwie mazowieckim, w powiecie garwolińskim, w gminie Sobolew.
W latach 1975–1998 miejscowość administracyjnie należała do województwa siedleckiego.